# Monte Feathertop
Monte Feathertop es la segunda montaña más alta en el estado de Victoria en Australia. Se eleva a 1,922 metros. La nieve que queda en los barrancos de la cima en la primavera le da la apariencia de plumas – por lo tanto el nombre "Feathertop" "Cumbre de pluma".

## Vegetación
Bosques de Fresno de montaña cubren predominantemente las cuestas bajas, en transición con los eucaliptos de nieve por encima de 1,000 metros. Arriba de la línea arbórea hay hierbas y pastizales alpinos.

## Rutas de Acceso
Las principales rutas de acceso son Razorback, Estribación Bungalow (Bungalow Spur) y la Estribación Noroeste (North-West Spur). El Razorback es un camino muy popular en verano y es un espectacular destino turístico en invierno. El Razorback empieza cerca de la estación de esquí del Monte Hotham y es la ruta más corta. La proximidad de la montaña es esta estación de esquí ha llevado al Monte Feathertop a llegar a ser un destino popular de esquí de freeride. La pista de la Estribación Bungalow comienza cerca del poblado de Harrietville. Empieza en una elevación de solo 480m y después de los primeros kilómetros tiene carreteras en zigzag empinadas hasta la mayor parte de la montaña.

### Refugios de montaña
Hay dos refugios en la montaña. El Refugio del Club de la Montaña de la Universidad de Melbourne (Melbourne University Mountain Club) está situado en North-West Spur cerca de la línea de los árboles. Éste tiene forma de domo, y tiene arriba un área para dormir. La Choza de la Federación (Federation Hut) está situada en la parte superior de la Estribación Bungalow cerca del Pequeño Feathertop (Little Feathertop).
Desde 1925 a 1939 Feathertop también ostentó una posada de esquí, el Feathertop Bungalow, donde los visitantes en verano y en invierno pueden obtener una cama y comida.

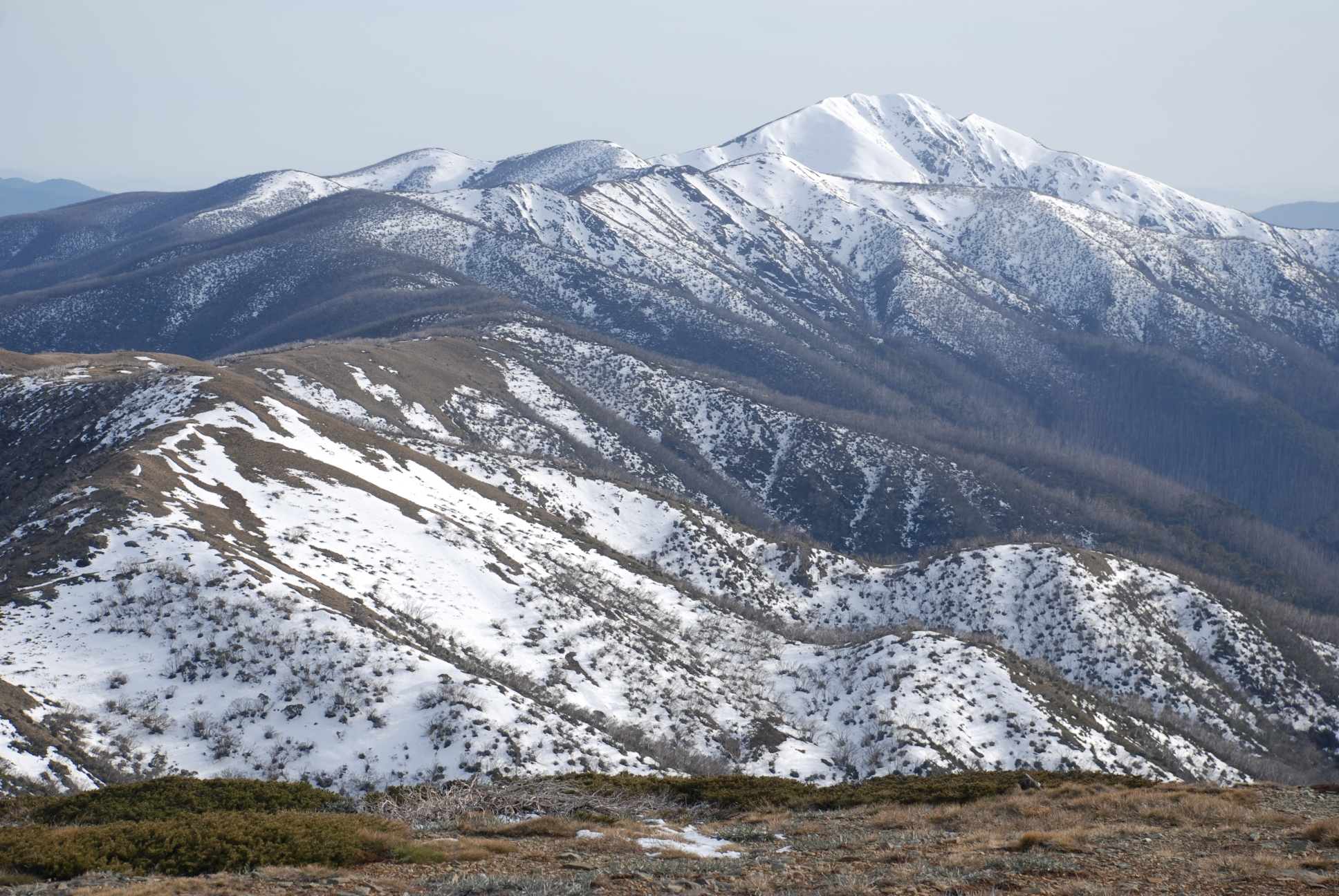
Monte Feathertop y Razorback en primavera.
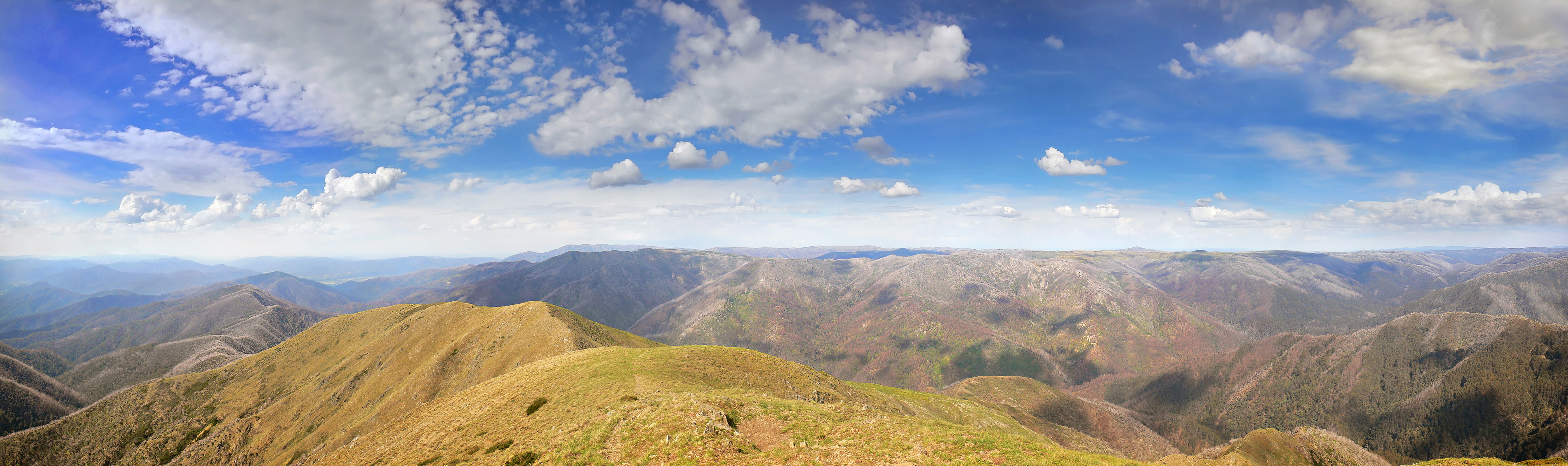
Vista hacia el este del pico a finales de primavera.